# Johann Becker
Pour les articles homonymes, voir Becker.
Johann Baptist Becker est un homme politique allemand, né le 3 février 1869 à Ludwigshöhe où il est mort le 17 octobre 1951.
Membre du Parti populaire allemand (le DVP), il est ministre de l'Économie de 1922 à 1923.